# Вайкерсхайм
Вайкерсхайм (нем. Weikersheim) — город в Германии, в земле Баден-Вюртемберг.
Подчинён административному округу Штутгарт. Входит в состав района Майн-Таубер. Население составляет 7431 человек (на 31 декабря 2010 года). Занимает площадь 80,94 км². Официальный код — 08 1 28 126.

Город расположен в долине реки Таубер у подножья гор Вайнберг и входит в число достопримечательных населённых пунктов популярного туристского маршрута «Романтическая дорога», длиной около 500 км от Вюрцбурга до Фюссена.
К числу достопримечательностей города относится барочный замок с прилегающим парком, музей Деревенского быта, Рыночная площадь и готическая церковь

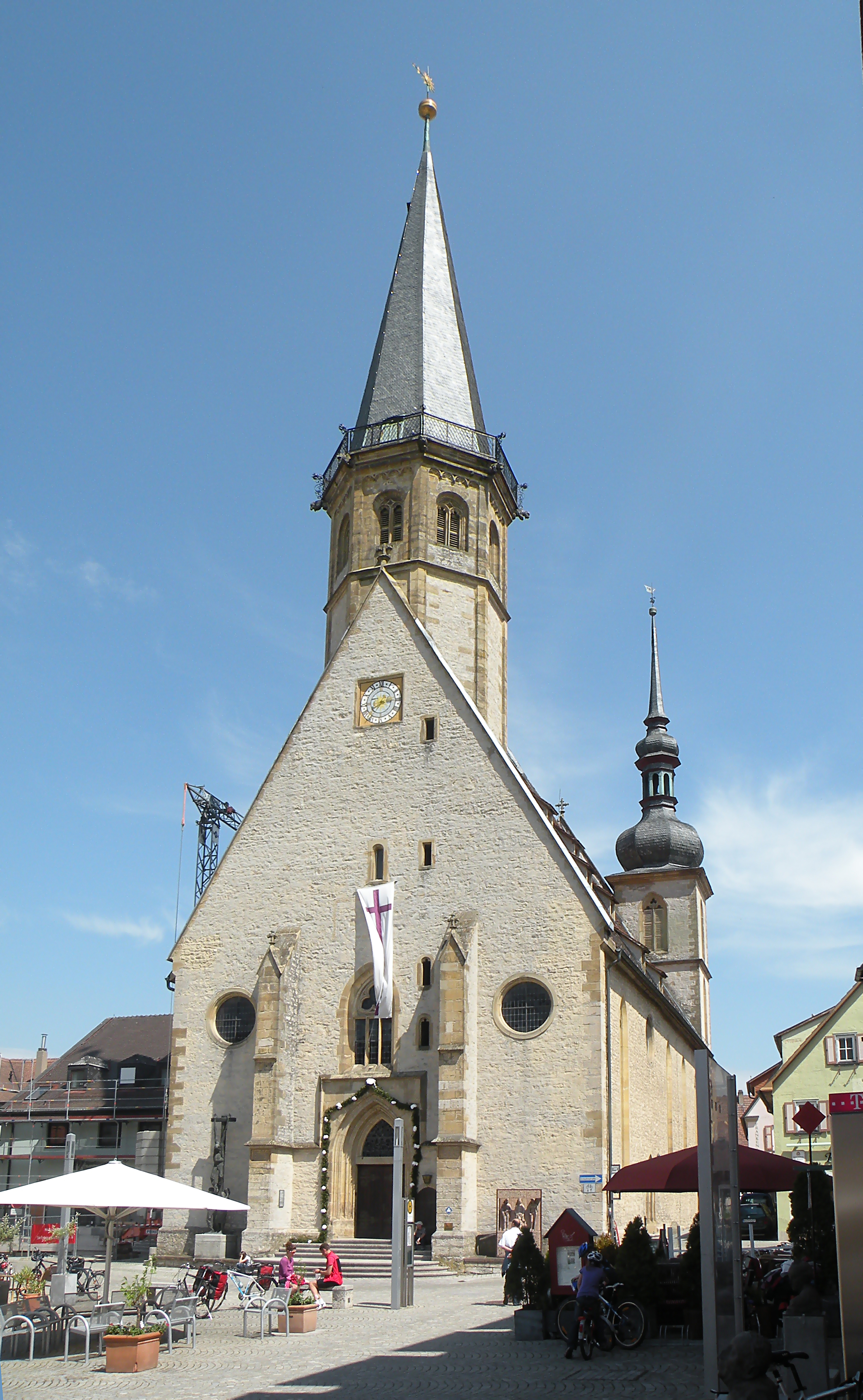
Церковь Св.Георга Построена по указанию Конрада Вайнсберга и Анны фон Гогенлоэ в 1419 - 1425 годах
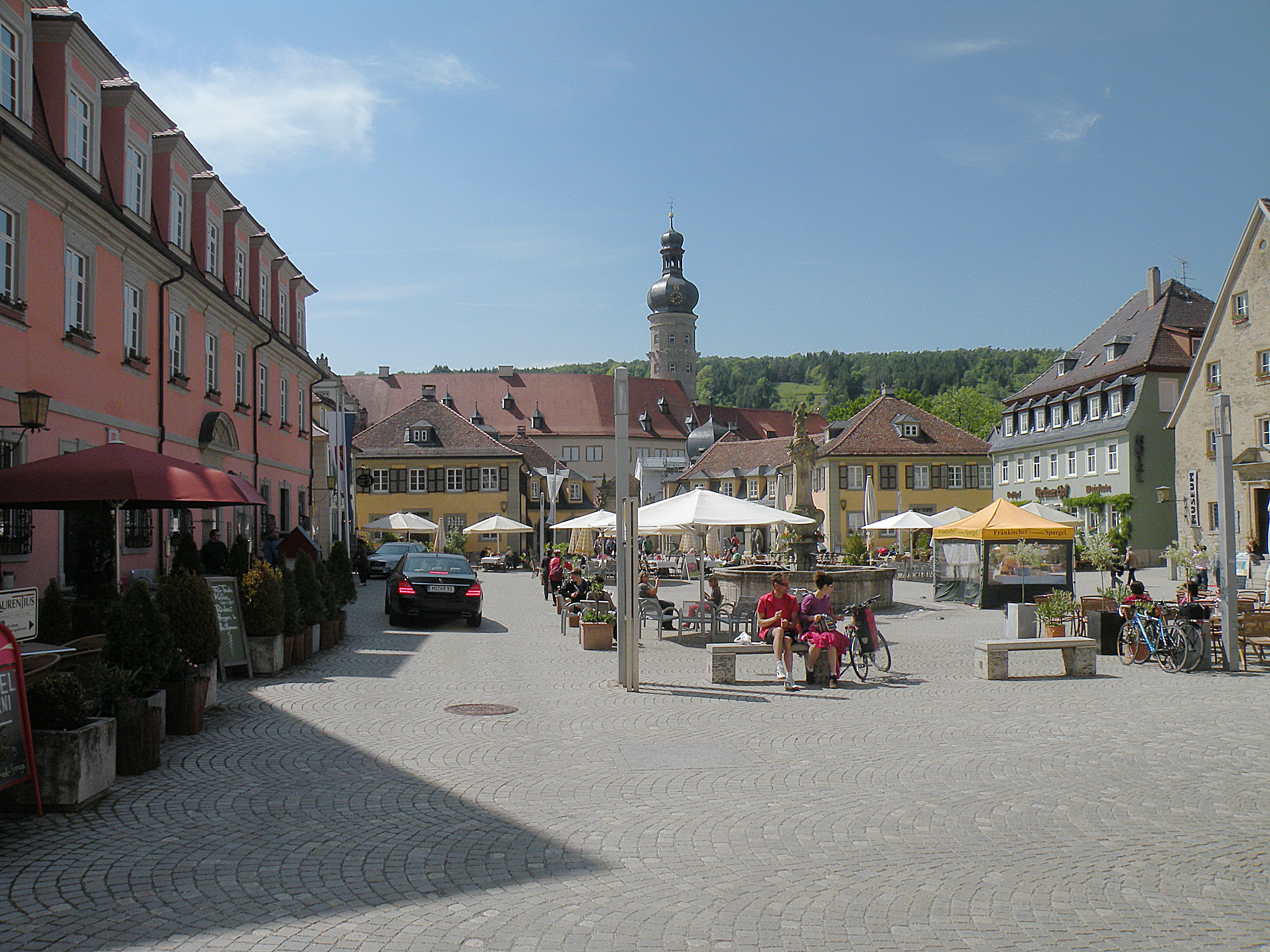
Рыночная площадь с видом на замок
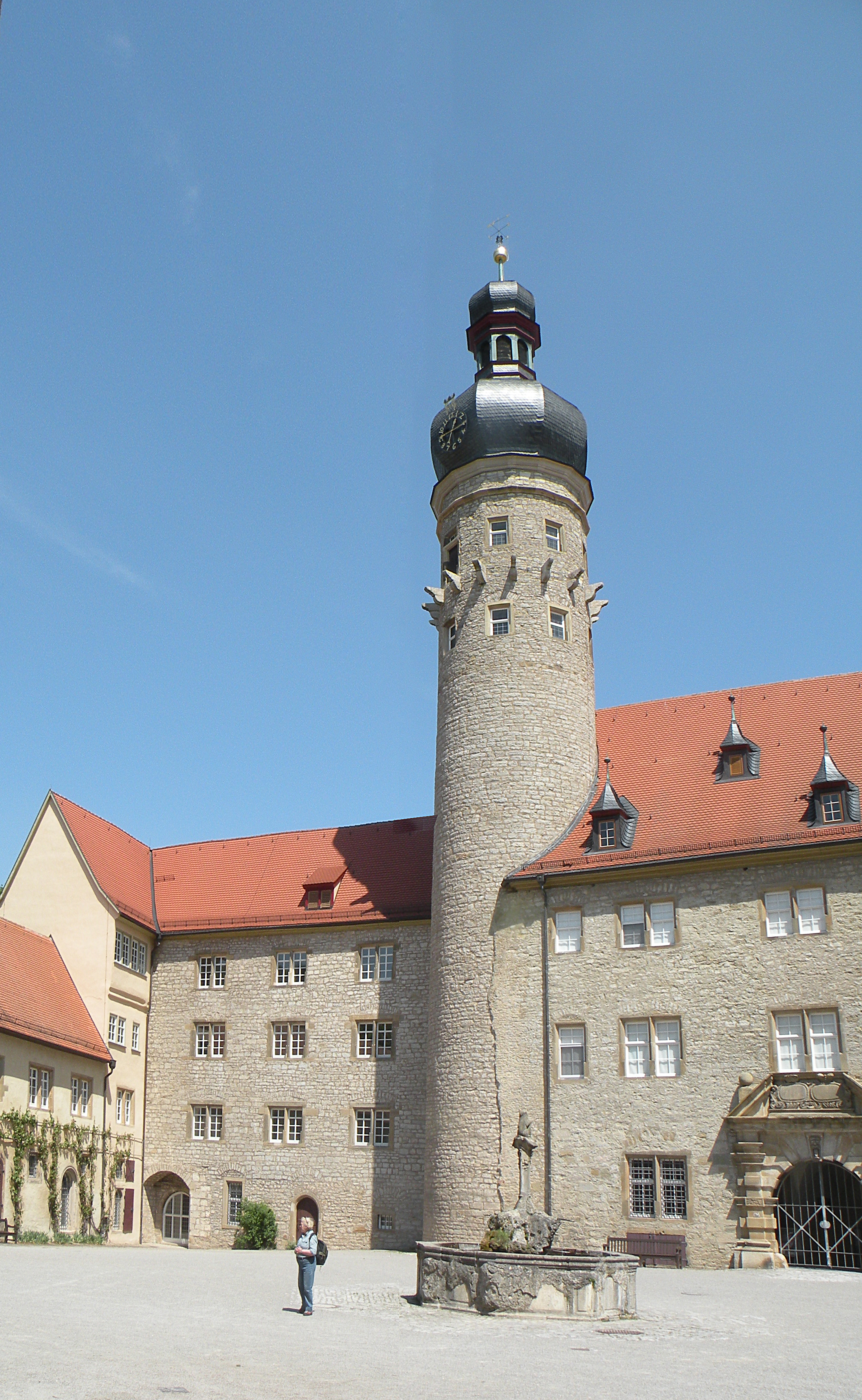
Донжон замка